# Borovo Naselje

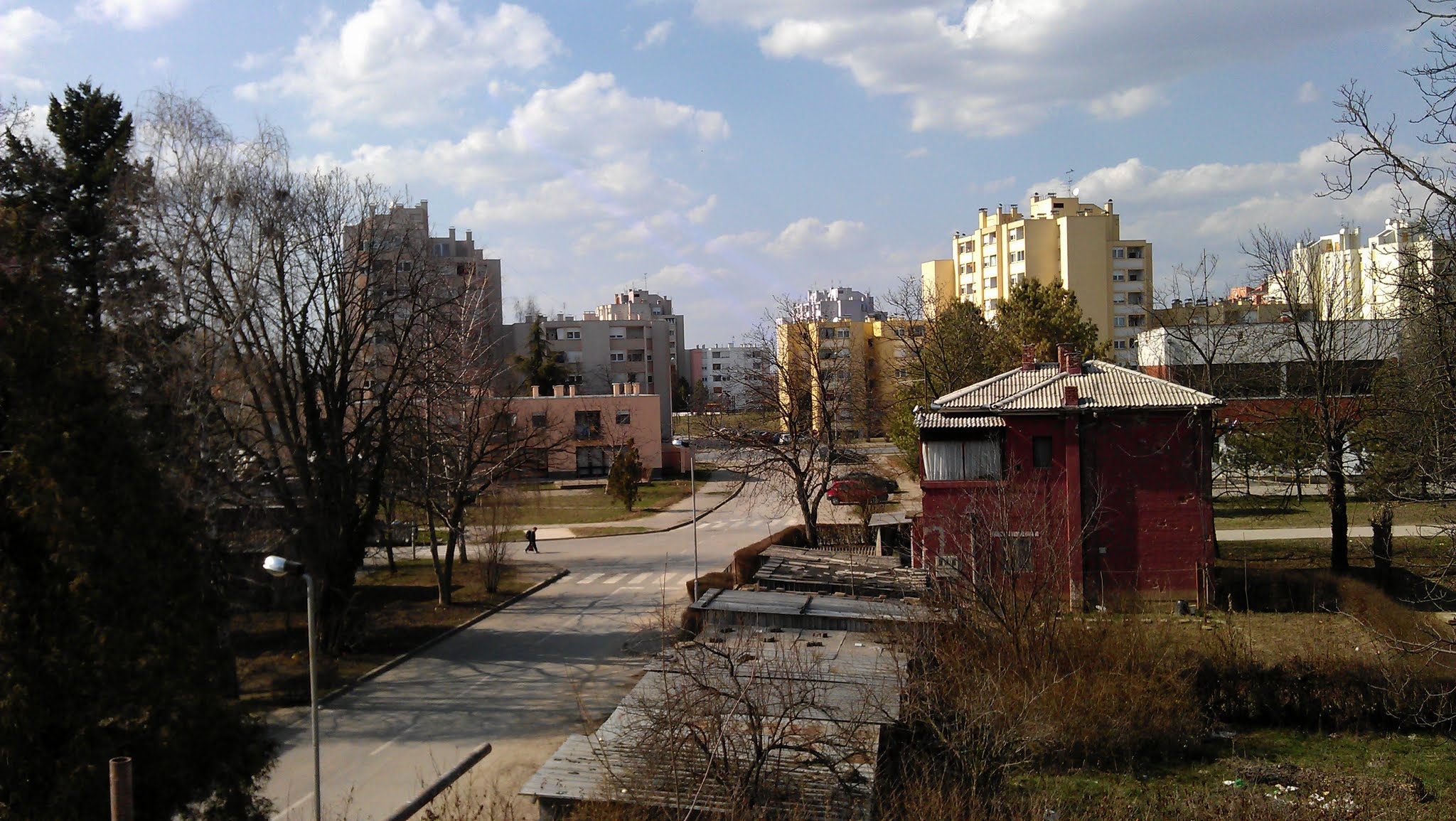
Plattenbauten in Borovo Naselje

Borovo Naselje ist ein Stadtteil von Vukovar, des Verwaltungssitzes der kroatischen Gespanschaft Vukovar-Syrmien.

## Geografie
Borovo Naselje befindet sich am Ufer der Donau in der kroatischen Region Slawonien, 4 km nordwestlich des Stadtzentrums von Vukovar.

## Geschichte

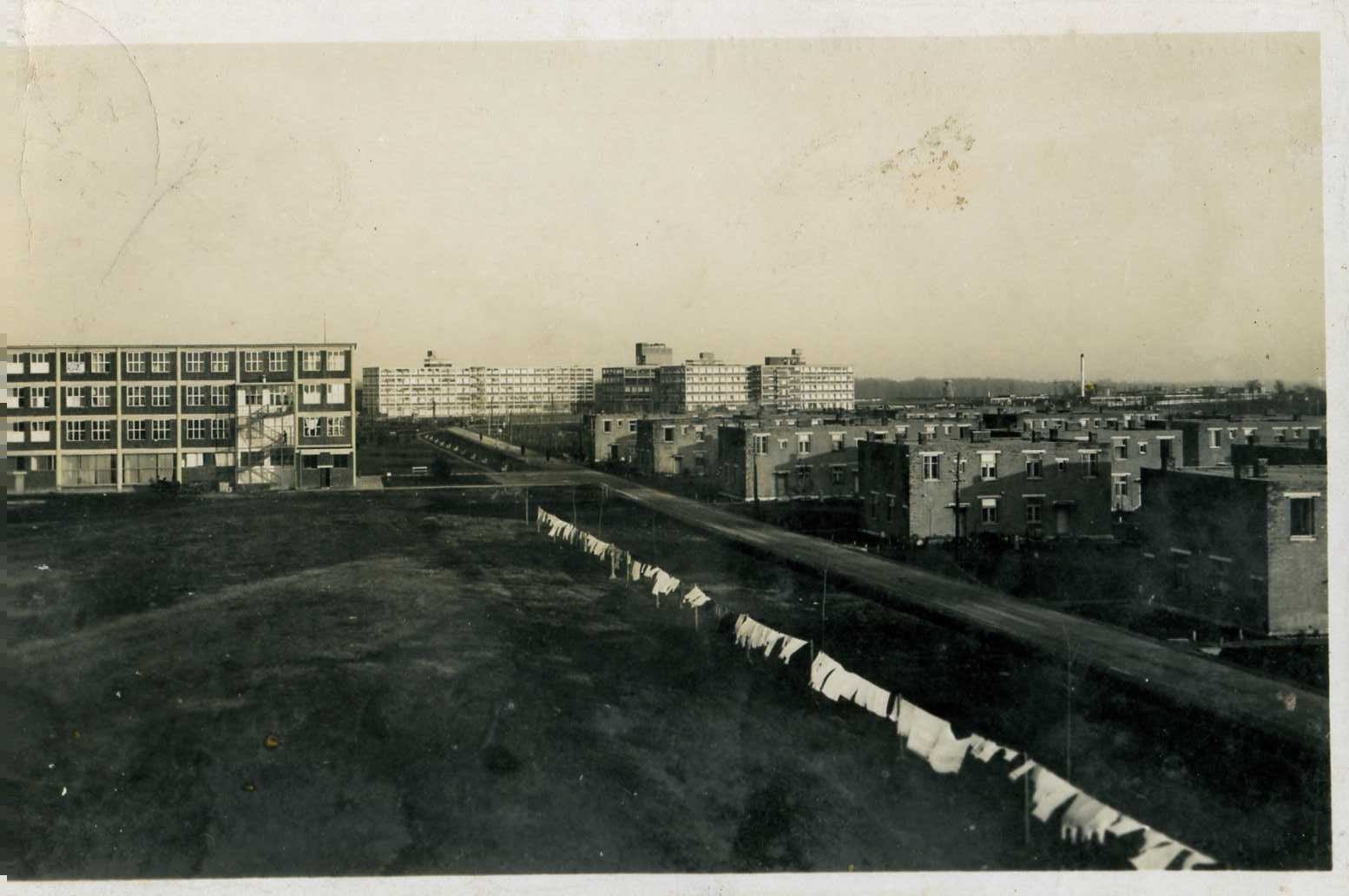
Der historische Arbeiterort „Bata-ville“, circa 1934

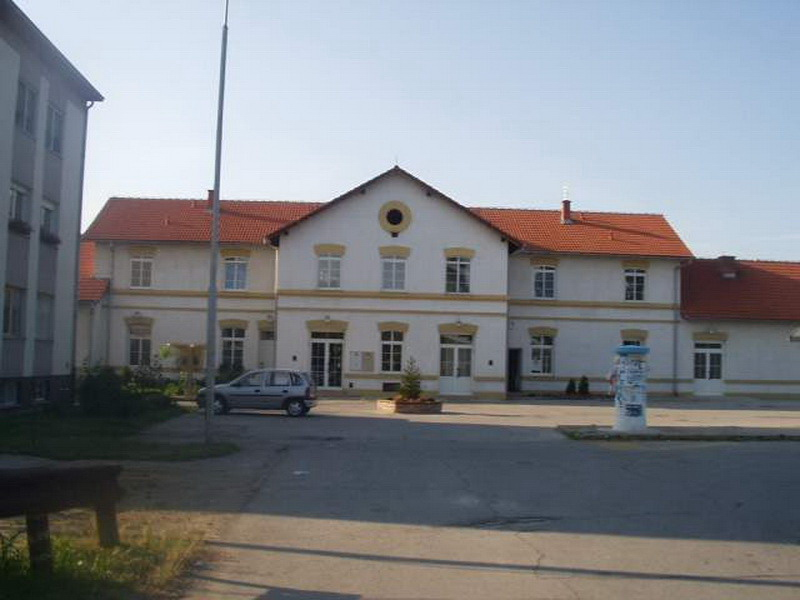
Der Bahnhof „Vukovar-Borovo Naselje“ ist der größte der Stadt.

### Entstehung
Der heutige Stadtteil entstand in den 1930er Jahren. Der tschechoslowakische Unternehmer Tomáš Baťa gründete am 7. Juni 1931 am Stadtrand von Vukovar das Unternehmen Tvornika Bata – Jugoslawische Kautschuk- und Schuhfabrik dd Borovo. Nach den Plänen der Architekten František Lydie Gahura, Antonín Vítek und Vladimir Karfík ließ er nahe der Fabrik zwischen 1932 und 1938 die Arbeitersiedlung „Bata-ville“ errichten. Das Viertel besaß ein Hotel, einen Flughafen, ein Gemeindezentrum, Geschäften, Schulen, Sport- und Unterhaltungsangebote. 1935 wurde eine Straßenbeleuchtung eingerichtet. 1939 waren über 6.000 Menschen bei dem Unternehmen beschäftigt. Wegen des Zweiten Weltkriegs konnten nicht alle Arbeiten fertiggestellt werden. In den 1950er Jahren setzte der Architekt Radovan Mišćević die konzeptionelle Stadtplanung von Borovo im internationalen Stil fort. Heute steht das Architekturensemble „Bata-ville“ unter Schutz.

### Stadtteil Vukovars
Ursprünglich war die Fläche auf der sich Borovo Naselje befindet, eine Katastralgemeinde der Gemeinde Borovo Selo. In den 1980er Jahren, erhielt diese einen speziellen Status und wurde daraufhin schnell zu einem Stadtteil von Vukovar umfunktioniert.

### Kroatienkrieg (1991–1995)

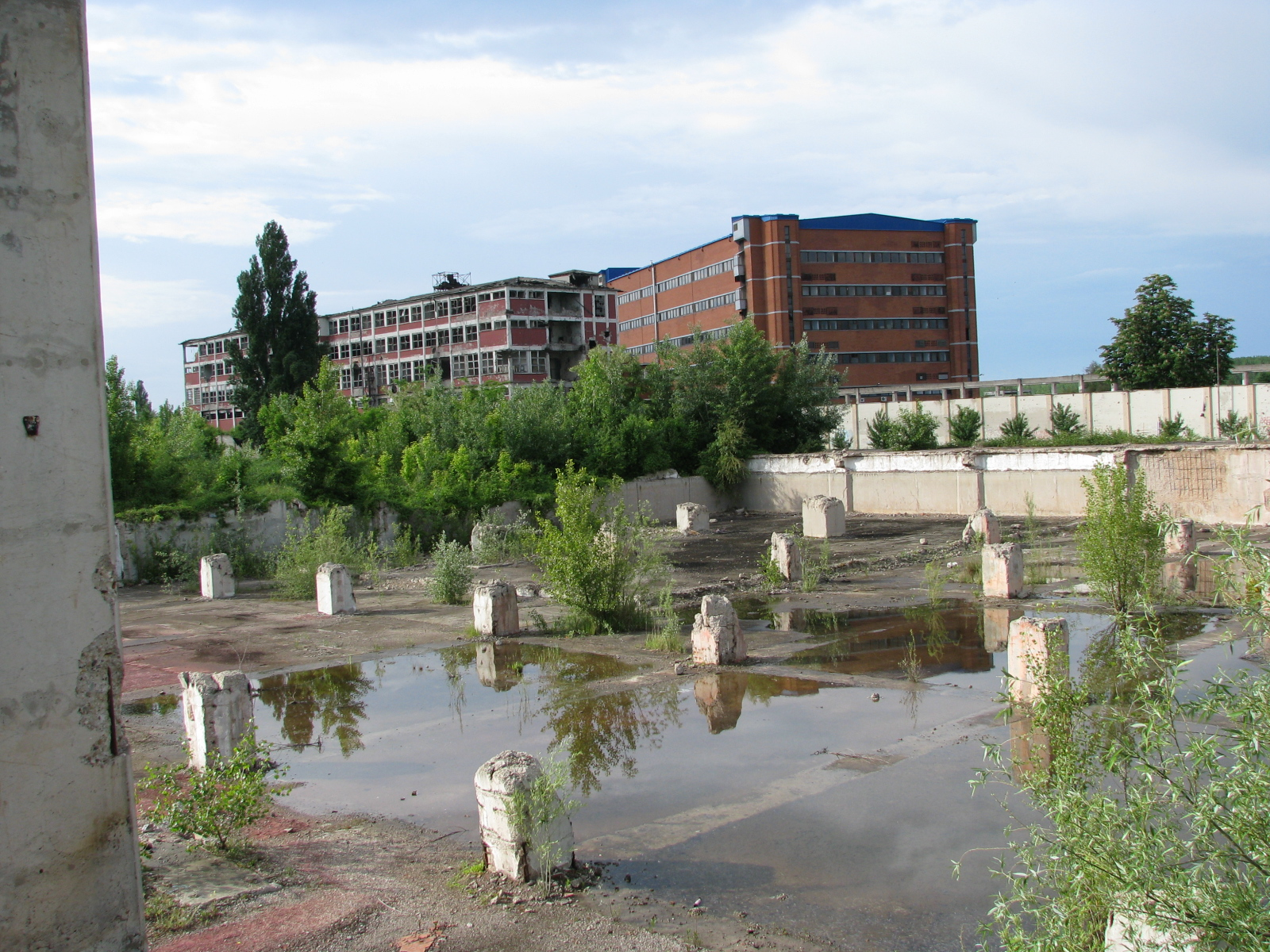
Überreste des ehemaligen Sitzes von Borovo Commerce

Im Jahr 1991 kam es in der naheliegenden Gemeinde Borovo Selo zu den tödlichen Borovo-Selo-Vorfällen, die den Ausbruch der Jugoslawienkriege beschleunigten.
Die Region um Vukovar an der Grenze zu Serbien war während des Kroatienkriegs das am stärksten umkämpfte Gebiet. Dabei wurde auch die örtliche Fabrik in Borovo Naselje komplett zerstört. Nach der Schlacht um Vukovar kam es im Stadtteil Borovo Naselje zum Massaker von Borovo Naselje.
Nach Angaben von Opferverbänden entführten Mitglieder serbischer Freischärlerverbände, unterstützt von Mitgliedern der Jugoslawischen Volksarmee (JNA), nachdem sie am 19. November die Arbeitersiedlung eingenommen hatten, mehr als 100 gefangen genommene Verteidiger der Stadt und Zivilisten. Einige von diesen wurden auf der Trpinjska cesta (Trpinja-Straße) in Borovo Naselje ermordet. Die Leichen der Ermordeten wurden in die Donau geworfen. Bei der Verteidigung der Arbeitersiedlung starben 186 kroatische Verteidiger, unter diesen auch 27 Polizisten aus Varaždin.
Beim serbischen Angriff auf Vukovar starben 410 Einwohner von Borovo Naselje. Dies machte etwa zehn Prozent der Bevölkerung dieses Stadtteiles vor dem Krieg aus.

## Wirtschaft
Die Wirtschaft basiert auf der Kautschuk- und Schuhindustrie.
Der Stadtteil Borovo Naselje ist Sitz des Schuhunternehmens Borovo.

## Persönlichkeiten
- Blago Zadro (1944–1991), Politiker und Militär im Kroatienkrieg